# Eutymos z Lokrów
Eutymos z Lokrów (gr. Εὔθυμος) – starożytny grecki atleta, trzykrotny zwycięzca zawodów bokserskich na igrzyskach olimpijskich.
Syn Astyklesa, pochodził z Lokrów w południowej Italii. Trzy razy, w 484, 476 i 472 p.n.e. odniósł zwycięstwo w zawodach bokserskich w Olimpii. W roku 480 p.n.e. przegrał starcie ze słynnym bokserem Teagenesem z Tazos. Tak jednak wyczerpał walką przeciwnika, że ten nie zdołał już wygrać w pankrationie. Walka ta wywołała skandal – sędziowie uznali, że Teagenes walczył z Eutymosem jedynie z zawiści i nakazali mu zapłacić jako karę jeden talent dla bóstwa i jeden talent odszkodowania dla Eutymosa. W następnych igrzyskach Teagenes wycofał się już ze zmagań bokserskich.
Eutymos należał do atletów, którym oddawano po śmierci kult jako herosowi. Twierdzono, że jego prawdziwym ojcem był bóg rzeki Kajkinos. Według legendy wracający z Olimpii atleta miał odwiedzić Temesę, którą nawiedzał zły duch – onegdaj jeden z towarzyszy Odyseusza, który kiedyś zgwałcił miejscową dziewczynę i został ukamienowany przez tubylców, obecnie domagający się corocznie jako ofiary najpiękniejszej z dziewic temeseńskich. Eutymos zwyciężył upiora w walce i przepędził go do morza, po czym poślubił jego niedoszłą ofiarę.